# Gymnasium Haganum
 (août 2013).
Le Gymnasium Haganum, situé à La Haye, est l'un des plus anciens gymnasiums néerlandais, datant de 1327, équivalent du collège-lycée français, spécialisé dans l'apprentissage des langues anciennes.

## Personnalités liées à l'établissement

### Élèves
- Jacobus Capitein
- Charles Ruijs de Beerenbrouck
- Paul Verhoeven (qui a tourné un film en 1963 le film Feest! dans l’école).